# جبل غيلوي
جبل غيلوي هو جبل بركاني وأعلى قمة بركانية في أوقيانوسيا وثاني أعلى قمة جبلية في بابوا غينيا الجديدة، يقع في سلسلة المرتفعات الجنوبية على ارتفاع 14,331 قدم (4,368 م). كان آخر ثوران معروف منذ حوالي 220,000 عام، وهو من ضمن القمم البركانية السبع